# キュー・サムファン
キュー・サムファン（クメール語: ខៀវ សំផន, ラテン文字転写: Khieu Samphan, 1931年7月27日 - ）は、カンボジアの政治家。カンプチア共産党中央委員。
カンボジア内戦期に王国民族連合政府の副首相兼国防相、民主カンプチア政権で国家幹部会議長（国家元首）を歴任。政権崩壊後はタイ国境地帯を拠点とする反ベトナム三派連合政府外務担当副大統領に就任した。

## 経歴
カンボジアのスヴァイリエン州に裁判官の息子として生まれた。彼は奨学金でパリ大学に留学し、経済学を学び1959年に博士号を取得した。同年にカンボジアに帰国し、プノンペン大学の法学部の教員となり、左翼系のフランス語新聞「観測者」(L'Observateur)を出版した。同紙はプノンペンの知識階級の中で評判になり、右翼に支配された政府とプノンペンの体制派を批判した。政府は同紙を発行停止とし、逮捕されたサムファンは警察に記録写真を公衆の面前で裸で撮影されるという辱めを受けた。
屈辱を経験したサムファンだったが、それが南ベトナムでのアメリカに対する、ノロドム・シハヌーク前国王の率いるサンクム（サンクム・リアハ・ニヨム、人民社会主義共同体）との統一戦線の結成活動に繋がった。1962年6月に国会議員に選出され、通商省長官に就任した。1963年2月にシェムレアプ州で学生による暴動が発生すると、シアヌークは左翼を非難し、3月には政府に対する「破壊的活動分子」34名のリストを公表した。そのリストにはキュー・サムファンを含む5名の議席を持つサンクムのメンバーの名があった。サムファンは閣僚を辞任したが、議席はそのまま保持された。
1967年前半に北西部のサムロートで農民反乱が発生、ロン・ノル政府は反乱を弾圧した。シハヌークの反乱に対する警告は、元サンクムの左翼が反乱を煽動したとしてメンバーの拘束が行われることとなった。1967年4月、キュー・サムファンはフー・ユオンと共に地下活動に入り、10月にはフー・ニムが後を追った。その後、1969年にはタ・モクの誘いにより共産党に入党している。

### 反ロン・ノル闘争
1970年3月、クーデターにより追放されたシハヌークが反ロン・ノル闘争を呼びかけると、ニム、ユオンとともにジャングルからこれを支持する声明を発表した。しかし、彼らは警察によって殺害されたと推測されていた為、プノンペンでは「三人の亡霊」と呼ばれた。同年5月4日、北京において「カンボジア王国民族連合政府」が樹立されると、国内に留まりながら国防大臣に任命され、また「カンプチア民族統一戦線」中央政治局委員に選ばれた。さらに8月22日より、連合政府副首相を兼任した。1971年6月6日、民族解放軍最高司令官に任命。
しかし、実際のゲリラ闘争を指揮したのはポル・ポトらの共産党指導部であり、サムファンらは「表の顔」にすぎなかった。1971年、共産党中央委員会に加わったが、党中央委員候補であったと推定されている。1972年12月に結婚し、ポル・ポトが仲人を務めた。

### 民主カンプチア政権
1975年4月17日にクメール・ルージュがプノンペンを制圧すると、その3日後の4月20日朝、ポル・ポトに同行してプノンペン入りした。同年、党中央委員会事務局「第870号」において、統一戦線問題および経済・商業・産業・関税担当の特別顧問に任命された。1976年1月に新憲法が採択され「民主カンプチア」が樹立され、同年4月にシハヌークが国家元首を「辞任」すると、人民代表議会第1期第1回全体会議により元首職にあたる国家幹部会議長に選出された。
1976年1月の党大会までには党中央委員に昇格。1977年初頭には、党中央委員会事務局の責任者に就任し、党中央委員会常任委員会の決定を執行する立場となった。この2つの地位により、カンボジア国内の虐殺・粛清を知りうる立場にあったと見られる。
1978年12月にベトナム軍がカンボジアに侵攻し、同軍が首都プノンペンに迫るなか、1979年1月6日に空港でシハヌークを見送った後、1月7日の夜明けにポル・ポト、ヌオン・チア、少数の護衛とともに数台の車に乗り、西部の町バタンバンに向けて逃走した。

### 反ベトナム闘争
クメール・ルージュは首都を追われたが、いまだ国境地帯に多くの拠点を確保し、ベトナム軍やヘン・サムリン政権にゲリラ戦で対抗していた。そして政権時代の「大量虐殺」のイメージを薄める為、サムファンが再び「表の顔」として登場するようになった。1979年12月、人民代表議会、政府、軍、各省の合同大会が開催され、ポル・ポトの後任として民主カンプチアの新首相に選出され、新たに結成された「カンボジア大民族統一愛国民主戦線」の暫定議長に選出された。
さらに、ベトナムの進出に脅威を抱いたタイを初めとするASEAN諸国、中国、そしてアメリカの後押しにより、反ベトナム三派間の連合を模索した。1981年12月、カンプチア共産党は党中央委員会の決定により、公式に解散した。そして1982年6月22日、シハヌーク派、ソン・サン派、クメール・ルージュの三派による「民主カンプチア連合政府」の樹立協定に調印し、サムファンは外務担当副大統領に就任した。
1980年代末に冷戦が終結し、カンボジア和平の機運が高まると、各種交渉に出席する。1988年7月の「ジャカルタ非公式協議」では交渉決裂し、記者会見でヘン・サムリン政権のフン・セン首相と双方で罵り合った。1990年6月の「東京会議」では、東京に来ながら会議をボイコットした。しかし、同会議では「カンボジア最高国民評議会」 (SNC) 設置案が合意に盛り込まれ、9月にはクメール・ルージュも条件付きで受け入れた。クメール・ルージュからはサムファンとソン・センがSNC構成員として参加した。1991年10月23日、パリ国際会議が開催され、サムファンはSNC構成員の一人として包括和平協定に署名した。

### 和平協定成立後
1991年11月27日、キュー・サムファンはバンコクからカンボジアに帰国した。しかし、サムファンの乗った飛行機がポチェントン国際空港に着陸した後、彼を迫害しようとする群衆に遭遇した。サムファンが市内に出ると、別の群衆が道に並び、車に物を投げ付けた。事務所に到着すると彼はすぐに事務所に入り、直ちに中国政府に救援要請の電話をかけた。それから間もなく暴徒は建物内に殺到し、サムファンを吊し上げようとした。結局キュー・サムファンは顔を血塗れにしつつも脱出し、すぐにポチェントン空港に向かいカンボジアを脱出した。暴動はプノンペン政権により抑え込まれ、12月30日にようやくサムファンを含めたSNCプノンペン初会合が開かれた。
しかし、クメール・ルージュは選挙をボイコットし、武装闘争を継続した為に非合法化された。1997年6月12日、ソン・セン粛清を機にタ・モクらが反乱を起こすと、彼はポル・ポトと共にジャングルに逃走したが追い詰められ、6月18日に投降した。以降、クメール・ルージュはタ・モクとヌオン・チアの支配下に置かれたが、ラナリットと交渉する必要から、サムファンは拘束されずに名目上の指導者とされた。
その後、政府軍の攻勢と派内の分裂の結果、1998年12月にヌオン・チアと共に政府に投降した。
2003年12月、公開文書で、民主カンボジア政権下での残虐行為の存在を認めた。しかし、これは1975年から79年までの200万人近くの人民への犯罪行為の責任を認めたものではないとし、自分の責任を否定した。

### 逮捕訴追

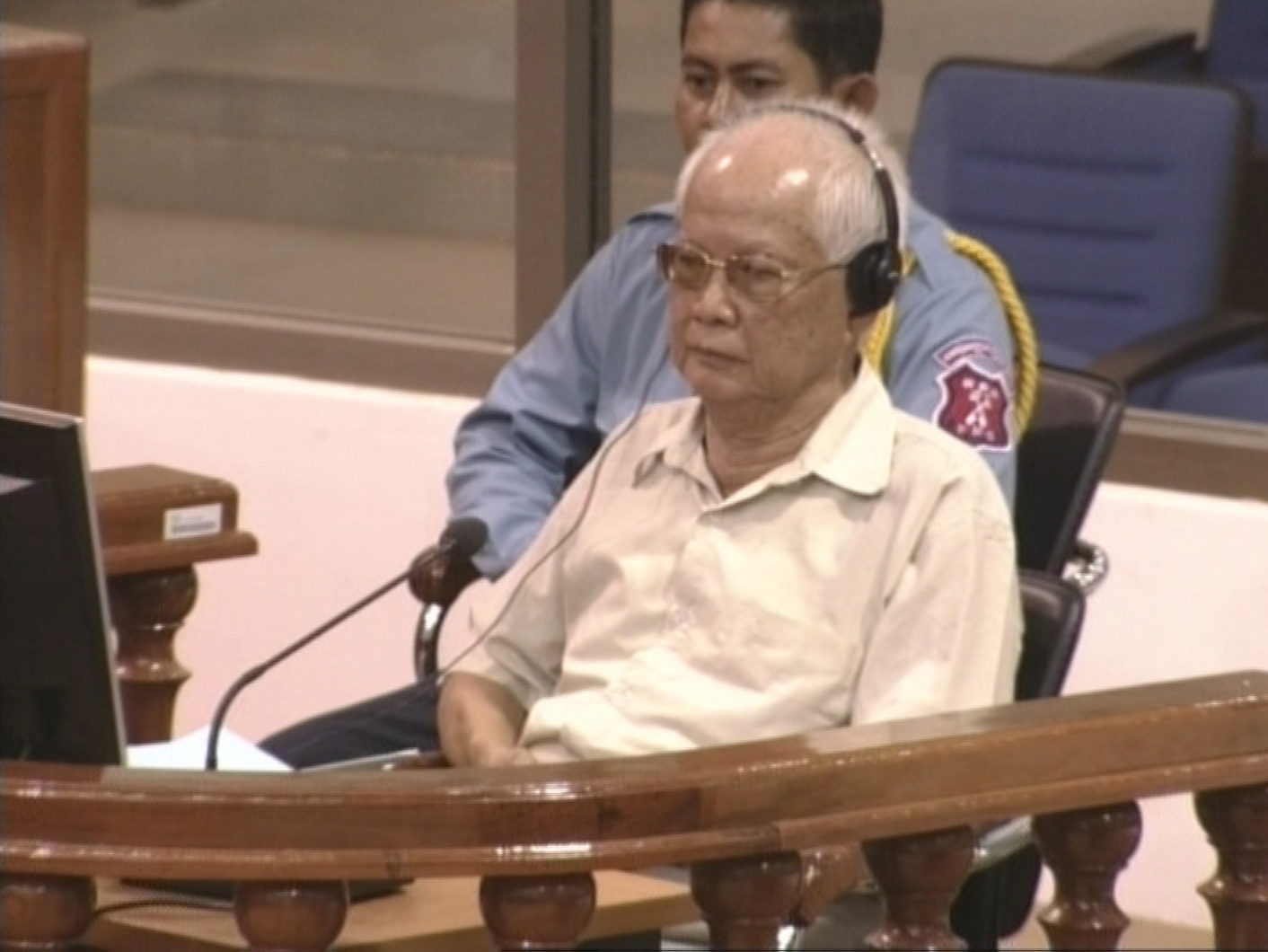
特別法廷でのキュー・サムファン（2009年7月3日撮影）

2007年11月13日、高血圧による発作のために倒れ、翌14日にパイリンの自宅からプノンペンの病院に緊急移送された。そして11月19日、病院において治安部隊に拘束され、同日中にカンボジア特別法廷により「戦争犯罪」および「人道に対する罪」で訴追された。2013年10月21日、検察は最高刑にあたる終身刑を求刑した。弁護人には独裁者や過激派などの弁護で悪魔の代弁者と呼ばれるジャック・ヴェルジェスがついた。
2016年11月23日、第2審において「人道に対する罪」でキュー・サムファンとヌオン・チアは共に終身刑が確定した。
一方、「ジェノサイドの罪」に関しては、2017年6月23日に特別出廷したキュー・サムファンは起訴内容を否定していたが、ヌオン・チアとともに2018年11月16日、集団虐殺の罪で有罪判決が下った。ヌオン・チアは2019年8月4日にプノンペンの病院で死去した。2022年9月22日の2審で終身刑が確定し、一連の裁判は終結した。